# HNK Suhopolje
O NK Suhopolje Virovitica é um clube de futebol croata baseado na vila de Suhopolje, na região da Eslavônia. O maior feito do clube foi jogar a 1. HNL.
Em 2001, o clube mudou de nome de NK Mladost 127 para HNK Suhopolje.